# ロマン・ミハイロヴィチ (ブリャンスク公・14世紀)
ロマン・ミハイロヴィチ（ロシア語: Роман Михайлович、? - 1401年）は、リューリク朝出身の公（クニャージ）である。ブリャンスク公、チェルニゴフ大公（在位：1359年頃 - 1370年、1380年 - 1401年）、スモレンスク公（在位：1395年 - 1401年）、またリトアニア大公国の代官（ナメストニク）の地位に就いた。

## 生涯
出自は諸説あり、スモレンスク・ロスチスラフ家(ru)出身のスモレンスク大公イヴァンの甥にあたるとする説がある。また、ブリャンスク公ミハイル(uk)の子、アレクサンドル(ru)の孫とする説もある。この説の場合、ロマンはチェルニゴフ・オレグ家(ru)出身となる。
1356年、ブリャンスク公国はリトアニア大公国のアルギルダスに制圧され、その支配下に入った。その後年の1372年の、リトアニア大公国とモスクワ大公国との和平条約の中では、ブリャンスク公としてアルギルダスの子ドミトリユスの名が言及されている。この時期、ロマンはチェルニゴフ大公であったと推測される。その後の1375年の記事で、ロマンはブリャンスク公として記されている。また、1380年のクリコヴォの戦いにも参戦した。1395年、リトアニア大公国軍がスモレンスク公国を併合すると、ロマンはリトアニアから派遣された代官としてスモレンスクを治めた。
1399年、リトアニア大公国がヴォルスクラ川の戦いにおいてジョチ・ウルスに敗れると、スモレンスクに対するリトアニアの支配力は減退した。そしてリャザン大公国のオレグ(ru)の支援をうけたユーリー(ru)（1395年のスモレンスク陥落時のスモレンスク公グレプの兄弟）がスモレンスク公となり、ロマンは処刑された。
ロマンの死後、その妻と子は釈放された。ロマンの子としては、セミョーン、オレグの二名の名が知られている。